# Impas (serial telewizyjny)
Impas (ang. Standoff, 2006–2007) – amerykański serial kryminalny nadawany przez stację Fox od 5 września 2006 roku do 20 lipca 2007 roku. W Polsce serial jest nadawany od 19 maja 2011 roku na kanale Polsat.

## Opis fabuły
Matt Flannery (Ron Livingston) i Emily Lehman (Rosemarie DeWitt) są wybitnymi negocjatorami pracującymi dla FBI w Los Angeles. Działają w ciągłym stresie. Wiedzą, że każdy błąd może kosztować życie niewinnych ludzi. Są mistrzami w wychodzeniu z impasu i specjalistami od rozwiązywania najtrudniejszych przypadków.

## Obsada
- Ron Livingston jako Matt Flannery
- Rosemarie DeWitt jako Emily Lehman
- Gina Torres jako Cheryl Carrera
- Michael Cudlitz jako Frank Rogers
- Raquel Alessi jako Lia Mathers
- José Pablo Cantillo jako Duff Gonzalez